# كونواي هايمان
كونواي هايمان (بالإنجليزية: Conway Hayman)‏ هو لاعب كرة قدم أمريكية أمريكي، ولد في 9 يناير 1949 في نيوارك في الولايات المتحدة.

## وصلات خارجية
- كونواي هايمان على موقع مرجع كرة القدم المحترفة.كوم (الإنجليزية)